# Čísla Nepustia
Čísla Nepustia je druhé studiové album slovenské skupiny H16 vydané vydavatelstvím Hip-Hop.sk / EMI. O hudební produkci se postarali Grimaso, Abe, Otecko a český DJ Wich. Autor mix-u je DJ Jazzy a nahrávalo se v Creative Music House. Jako hosté se představili Vec, Hugo Toxxx a Moja Reč.
Album bylo oceněno zlatou deskou za prodej. Obsahuje mimo jiné singl "Vítej ve městě" a skladbu "Staré časy", ke kterým byl natočen videoklip.

## Pozadí vzniku a nahrávání
První informace o tom, že H16 pracují na druhém albu, se objevily na konci roku 2007. První konkrétní zmínka o albu padla v únoru 2008. Později se datum vydání upřesnilo na 16. dubna a nakonec posunulo na květen, kdy i album vyšlo. Album bylo po jejich debutu Kvalitný materiál, oceněném platinovou deskou, jedním z nejočekávanějších hip-hopových alb v roce 2008. Přispěla k tomu i medializovaná kauza týkající se sporu mezi H16 a skupinou Druhá Strana.
Většina alba se nahrála v roce 2008 v Creative Music House za podpory DJe Jazzyho. Všechny produkce (kromě jedné od DJe Wicha) udělali Abe a Grimaso, spolu s jednou instrumentálkou od Otecka. Jako hosté se objevili pouze Vec, Hugo Toxxx a Moja Reč, jelikož album mělo být hlavně o členech H16, kteří i v rozhovorech zmiňovali, že bude na albu minimum hostů.

## Kompozice

### Hudební struktura
Po hudební stránce se album drží hiphopové rozmanitosti, nenese se v takovém moderním duchu jako debutové Kvalitný materiál. Obsahuje elektronické a hrané skladby "S kým si, taký si", nebo "Komu môžeš veriť", které mají spíše tvrdší charakter, a "Jak sa vieš hýbať (remix)", nesoucí se více v párty duchu. Album obsahuje několik samplovaných skladeb, z nichž nejvýraznější je "Nápoj omamný", kde jsou použity vokály z nahrávky "V slepých uličkách" od Mariky Gombitové, a také oddychové skladby "Robím čo chcem", "Nemaj stres"a" Staré časy ".

### Lyrika a projev
Témata na albu jsou různorodá, oproti debutovému albu se zde nachází méně reprezentativních skladeb. Skladby na albu jsou o skupině samotné, městě Bratislava ("Vitaj v meste"), o svobodě, odpočinku a nostalgii ("Robím čo chcem", "Nemaj stres" a "Staré časy"), životě a vztazích ("Dávno viem", "S kým si, taký si", "Komu môžem veriť"), o motivaci, světě a situaci v něm, typické párty skladby a jedna děkovná skladba. V písni "Oni nevedia" je popsána s mírně vtipným nadhledem neznalost některých internetových komentátorů a lidí v hudebním průmyslu. Album neobsahuje žádné dissy (kromě pár nepřímých narážek v skladbě "Sága pokračuje"), jelikož členové H16 se vyjádřili, že nechtěli udělat album o někom jiném, ale o sobě.
Technika rapování členů H16 se od debutu mírně zlepšila a většina skladeb má podobnou strukturu textů - 16 veršové sloky a refrén.

## Single a videoklipy
S prvními informacemi se objevily zprávy i o prvním singlu, který měl produkovat Abe. Nakonec se jím stala skladba "Vitaj v meste" produkována Grimasem a kromě alba se objevila i na výběrovce PreHlad 2008 a mixtape Shine like diamonds od českého DJe Logica. Její premiéra se konala v českém rádiu Spin ještě v dubnu 2008. Skladba se první týden nasazení do Slovenské rádií umístila na 31. místě v TOP 50 domácích skladeb, což byla i její nejvyšší pozice.
Ke skladbě "Staré časy" byl v létě 2008 učiněn videoklip. Režírovala ho Barbara Royal, kameramanem byl Mr. Deaf. Klip je specifický tím, že je pořízen na jeden záběr (bez střihu). Video mělo k srpnu 2012 více než 1 600 000 zhlédnutí na Oteckově youtube kanálu.

## Přijetí

### Prodej
Alba se prodalo kolem 5000 kopií a dostalo ocenění - zlatou desku. V Česku první týden album obsadilo 24. místo v žebříčku nejprodávanějších alb, což byla i jeho nejvyšší pozice.

## Seznam skladeb
| #  | Název                       | Producent | Host       | Délka | Poznámka                                                                                                  |
| -- | --------------------------- | --------- | ---------- | ----- | --- |
| 1  | „Intro“                     | Grimaso   |            | 1:05  | scratch: DJ Yanko Král                                                                                    |
| 2  | „Sága pokračuje“            | Abe       |            | 3:46  | |
| 3  | „Vitaj v meste“             | Grimaso   |            | 3:16  | |
| 4  | „Robím čo chcem“            | Grimaso   |            | 4:32  | skladba obsahuje prvky ze skladby „Stranger“ od L.T.D.                                                    |
| 5  | „Nemaj stres“               | Abe       |            | 4:12  | |
| 6  | „Dávno viem“                | Grimaso   |            | 3:58  | |
| 7  | „S kým si, taký si“         | Grimaso   | Hugo Toxxx | 4:28  | |
| 8  | „Oni nevedia“               | DJ Wich   | Vec        | 4:22  | |
| 9  | „Luďom jebe“                | Grimaso   |            | 4:28  | |
| 10 | „Ostaň silný“               | Grimaso   |            | 4:07  | |
| 11 | „Komu môžem veriť“          | Abe       | Moja Reč   | 4:49  | |
| 12 | „Život neni fér“            | Abe       |            | 4:22  | |
| 13 | „Staré časy“                | Otecko    |            | 4:19  | scratch: DJ Yanko Král; skladba obsahuje prvky ze skladby „Maybe It's Love This Time “ od The Stylistics. |
| 14 | „Nápoj omamný“              | Abe       |            | 5:20  | skladba obsahuje prvky ze skladby „V slepých uličkách“ od Mariky Gombitové a Miroslava Žbirky.            |
| 15 | „Díky moccc“                | Abe       |            | 3:27  | |
| 16 | „Jak sa vieš hýbať (remix)“ | Grimaso   |            | 3:47  | |

## Výroba alba
- Michal "Majk Spirit" Dušička - rap
- Branislav "Tatínek" Korec - rap, hudební produkce
- Juraj "Cigo" Wertlen - rap
- Michal "Grimaso" Mikuš - hudební produkce
- DJ Yanko Král - scratch
- Abe - hudební produkce
- Ján "Hugo Toxxx" Daněk - rap
- Tomáš "DJ Wich" Pechlák - hudební produkce
- Branislav "Věc" Kováč - rap
- Vladimír "Supa" Dupkala - rap
- Michal "Delik" Pastorek - rap
- DJ Jazzy - nahrávání, mix, mastering
- Alex Vojtášek - fotografie
- Sado (RHB) - design obalu

## Žebříčky a certifikáty

### Umístění v žebříčcích
| Žebříček       | Nejvyšší pozice |
| -------------- | --------------- |
| CZ Top 50 alba | 24              |

### Ocenění
| Krajina   | Ocenění |
| --------- | ------- |
| Slovensko | Zlaté   |